# Arena Lavov
Arena Lavov je ukrajinski nogometni stadion u Lavovu, izgrađen krajem 2011. godine. Njegovo službeno ime još nije objavljeno, tako da je za vrijeme gradnje u uporabi bio njemački naziv za grad Lavov, Lemberg.
Stadion je izgrađen za potrebe Europskog nogometnog prvenstva, koje je 2012. održano u Poljskoj i Ukrajini. Njegov je kapacitet oko 34.915 gledatelja, a koristi se isključivo za nogometne utakmice.
Ovo je treći značajniji stadion u Lavovu, nakon stadiona Ukrajina kojeg koristi Karpati Lavov, i SKA stadiona.

## Vanjske poveznice
- Službena stranica stadiona Lemberg(ukr.)
- Fotografije i isječci stadiona (ukr.)